# Локтионов, Николай Иванович (Герой Социалистического Труда)
Николай Иванович Локтионов (род. 1927) — мастер завода «Красный Октябрь» (Волгоград), Герой Социалистического Труда.

## Биография
Родился 11 декабря 1927 года в хуторе Озерки (ныне — Иловлинский район Волгоградской области; по другим данным — в хуторе Пухов).
После победы прибыл эшелоном в Сталинград и был направлен на завод «Красный Октябрь». (По другим данным, после призыва в армию вместо фронта был отправлен в Сталинград, где окончил ФЗУ № 15 и был направлен на завод «Красный октябрь»).
Прошел трудовой путь от вальцовщика до начальника смены листопрокатного цеха завода. В 1967 году без отрыва от производства окончил Волгоградский металлургический техникум. Проработал на заводе до 1997 года.
Занимался активной общественной деятельностью, был наставником молодёжи завода.
В настоящее время проживает в Краснооктябрьском районе Волгограда.

## Награды
- Указом Президиума Верховного Совета СССР от 30 марта 1971 года за выдающиеся успехи в выполнении заданий пятилетнего плана мастеру волгоградского завода «Красный Октябрь» Николаю Ивановичу Локтионову присвоено звание Героя Социалистического Труда с вручением ордена Ленина и золотой медали «Серп и Молот».
- Награды: ордена Ленина и «Знак Почёта», медали «За трудовое отличие», «За трудовую доблесть» и другие.